# Шикачик чорноголовий
Шика́чик чорноголовий (Lalage melanoptera) — вид горобцеподібних птахів родини личинкоїдових (Campephagidae). Мешкає в Індостані та на Шрі-Ланці.

## Опис
Довжина птаха становить 20 см. Виду притаманний статевий диморфізм. У самців верхня частина тіла і груди сірі, голова чорна, пера на крилах чорні, край хвоста білий. Живіт, гузка і нижні покривні пера хвоста білі. У самиць верхня частина тіла коричнювато-сіра, нижня частина тіла біла, поцяткована вузькими чорними смужками. Над очима білі "брови".

## Підвиди
Виділяють два підвиди:
- L. m. melanoptera (Rüppell, 1839) — північно-західна Індія;
- L. m. sykesi Strickland, 1844 — центральна і східна Індія, Шрі-Ланка.

## Поширення і екологія
Чорноголові шикачики поширені в Індії, Непалі, Бангладеш, М'янмі та на Шрі-Ланці. Живуть в тропічних лісах, чагарникових заростях, парках і садах. Чорноголоі шикачики гніздяться в Гімалаях та інших горах, зимують в долинах. Популяції Шрі-Ланки, Західних Гат і Деканського плато є осілими.